# Занзібар (архіпелаг)
Архіпелаг Занзіба́р або Занзібарський архіпелаг (суах. Funguvisiwa la Zanzibar) — острівний архіпелаг в Індійському океані, поруч зі східноафриканським узбережжям Суахілі. На правах автономії входить до складу Танзанії. Найбільші острови архіпелагу — Унгуджа (який традиційно називають Занзібар) та Пемба. Найбільше місто архіпелагу — Занзібар (на острові Унгуджа, 257 тисяч жителів станом на 2003 р.). Клімат теплий і дуже вологий.

## Природа

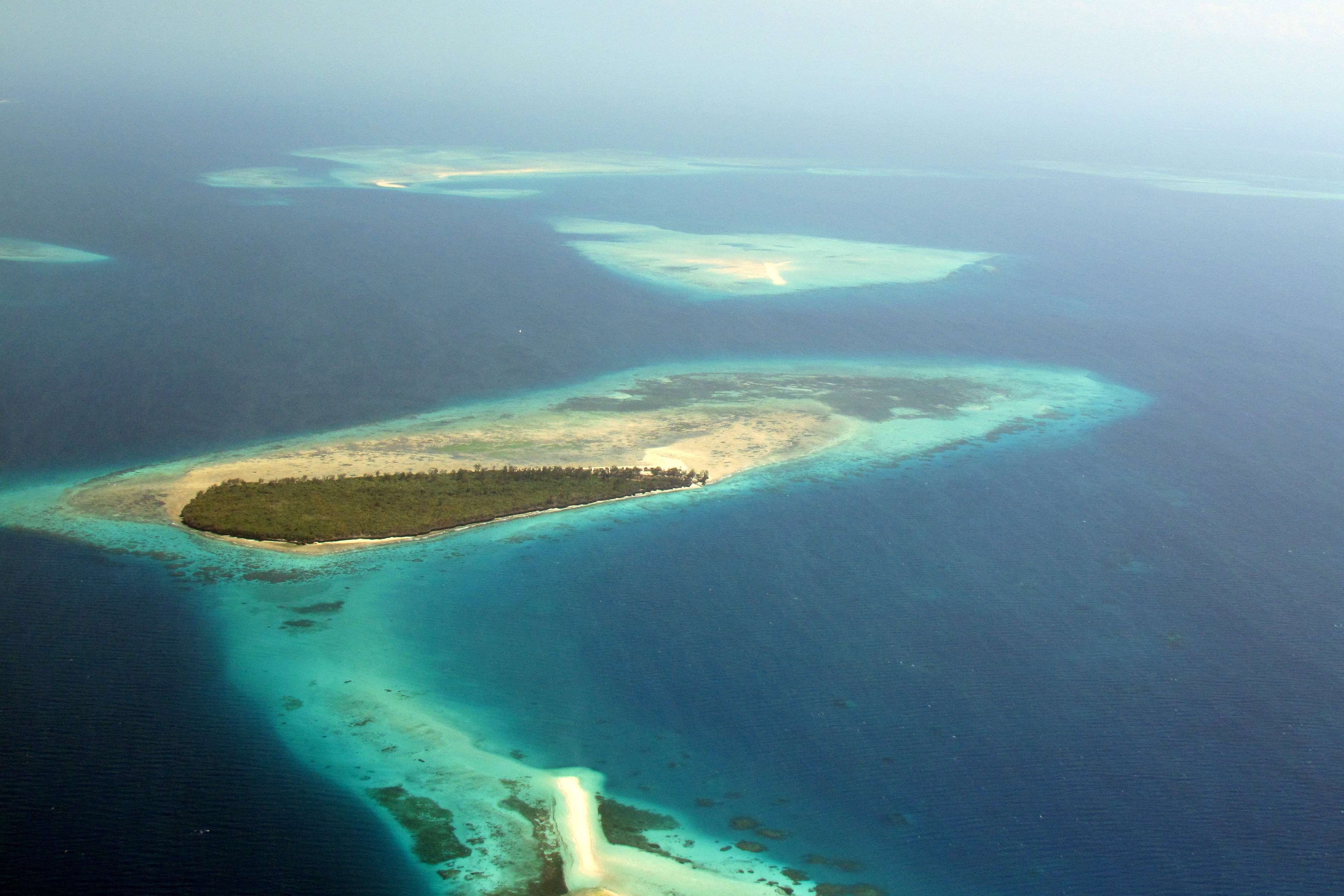
Вид на архіпелаг Занзібар із літака

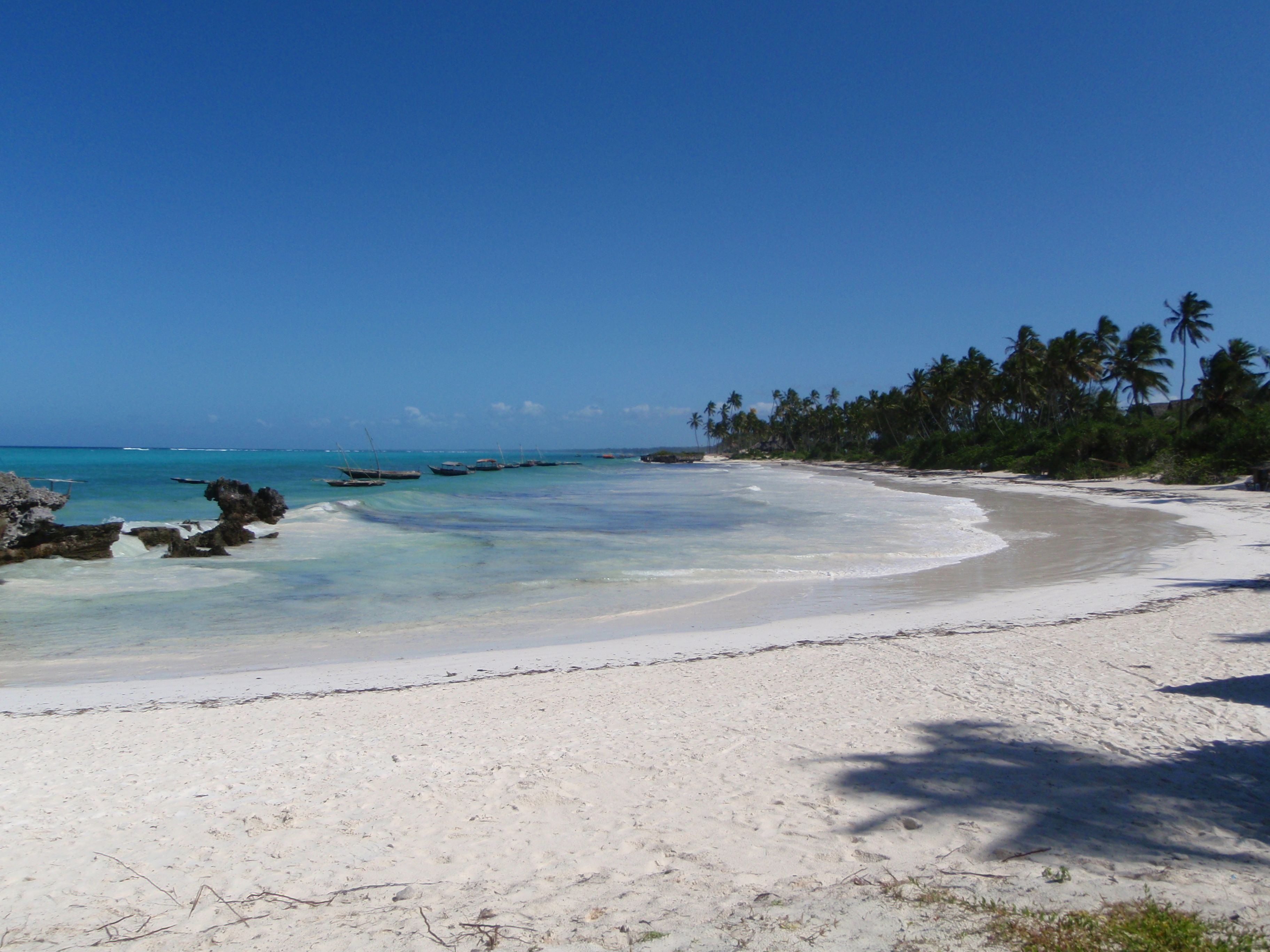
Пляж Матемве — північний регіон острова Занзібар

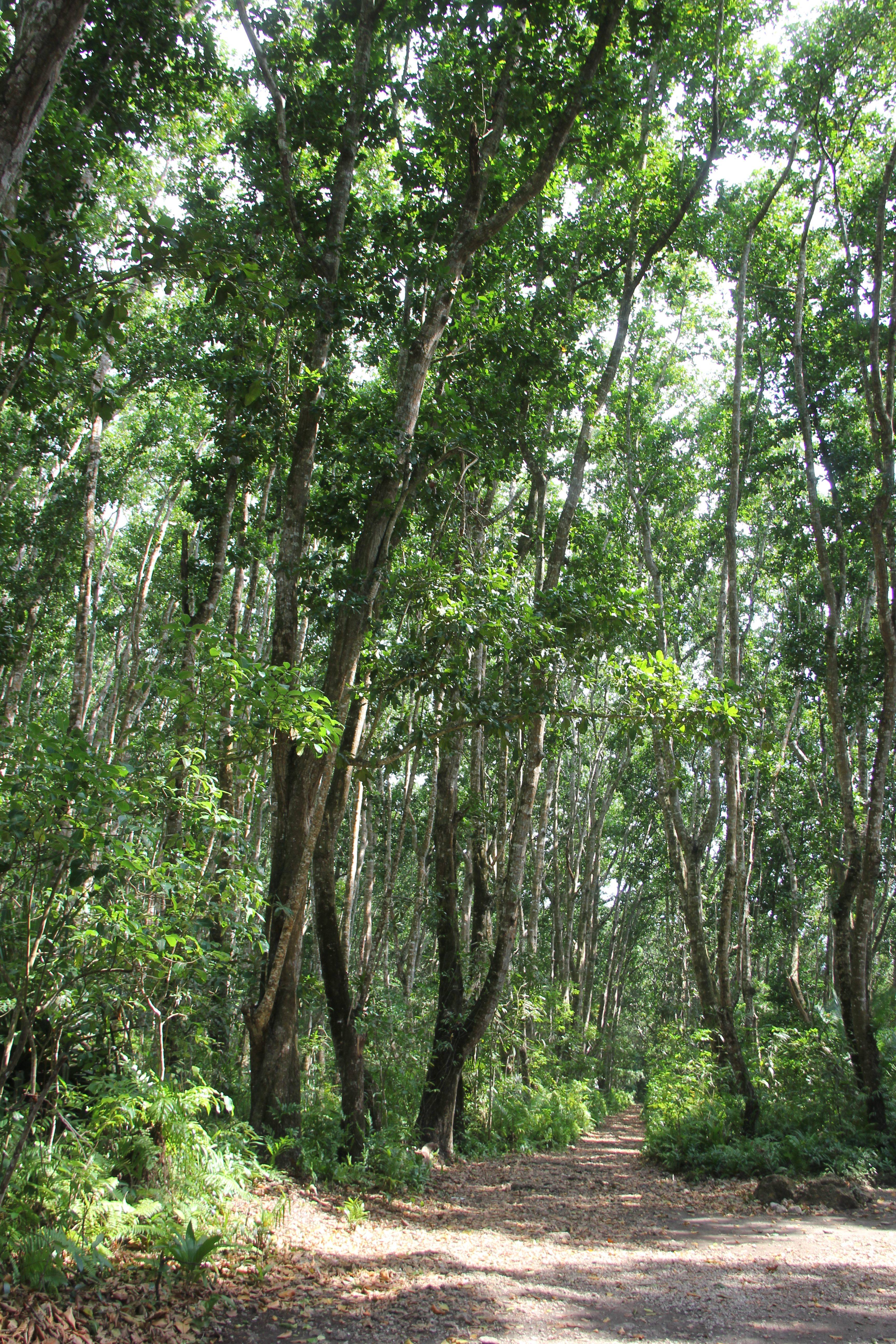
Тропічний вологий ліс Джозані

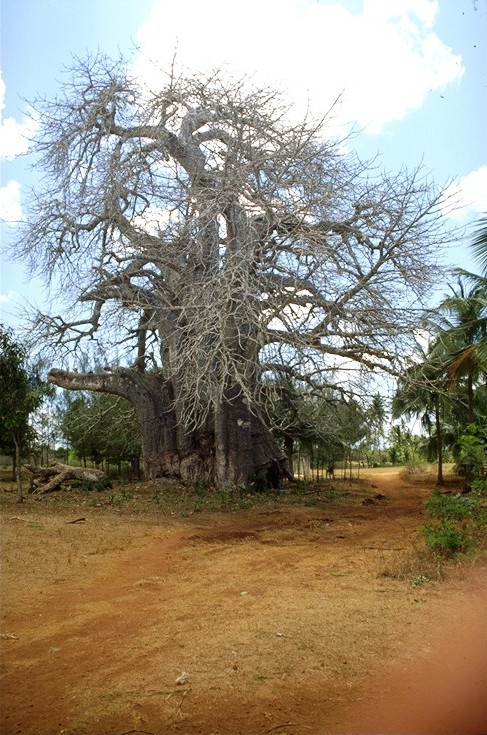
Баобаб-патріарх

Архіпелаг розташований приблизно за 25—50 км на північний схід від узбережжя материкової частини Танзанії, між 5°40' і 6°30' південної широти та 39°10' і 39°50' східної довготи. Найбільший острів — Унгуджа — має площу близько 1660 км, а другий за розміром — Пемба — близько 988 км. Архіпелаг включає також понад 50 менших островів, серед яких Мафія, Чумбе, Мнемба, Тумбату та низка коралових атолів. Таке розташування зумовлює значний вплив Індійського океану на природу архіпелагу.
Природа Занзібару поєднує елементи африканської савани, тропічного лісу, коралових рифів та мангрових боліт. Унікальні кліматичні умови, геологічна будова та ізоляція архіпелагу сприяли формуванню різноманітних природних ландшафтів, багатству флори та фауни. Береги островів оточені кораловими рифами, що не тільки захищають узбережжя від ерозії, а й формують надзвичайно багаті морські екосистеми.

### Геологічна будова та рельєф
Занзібарські острови здебільшого сформовані з вапняку, коралових відкладень та осадових порід, що накопичувалися протягом мільйонів років. Вони мають коралове та вапнякове походження, що зумовило формування карстового рельєфу, багатого на печери, гроти та лагуни. Центральні частини островів мають помірно хвилястий рельєф, з підвищеннями до 120 м над рівнем моря. Уздовж узбережжя тягнуться піщані пляжі, трапляються дюни та мангрові болота.

### Клімат
Архіпелаг Занзібар розташований у тропічному кліматичному поясі з характерними для нього високими температурами та вологістю протягом усього року. Чітко виділяються 3 сезони: 1 — великий сезон дощів (з березня по травень); 2 — посушливий сезон (з червня по вересень); 3 — малий сезон дощів (з жовтня по грудень). Середньорічна температура 25—28 °C. Середньорічна кількість опадів 1200—1800 мм.

### Ґрунти
Ґрунтовий покрив архіпелагу є результатом взаємодії тропічного клімату, геологічної будови, рослинності та людської діяльності. Вологий тропічний клімат з двома сезонами дощів активно впливає на процеси вилужування та вивітрювання. Це сприяє формуванню ферралітних і латеритних ґрунтів. На території архіпелагу переважають кілька основних типів ґрунтів: ферралитні червоноземи (на Занзібарі), вулканічні ґрунти (на Пембі), коралово-вапнякові ґрунти, глеєві та болотні ґрунти.

### Рослинний світ
Рослинний покрив архіпелагу Занзібар є сумішшю прибережної, тропічної та сільськогосподарської рослинності. Природна рослинність представлена залишками тропічних вологих лісів (з високими деревами, ліанами, папоротями та епіфітами). У центральній та північній частинах островів поширені вторинні савани та чагарники, уздовж берегів у затоках та гирлах річок — мангрові ліси (з домінуванням представників родів Rhizophora, Avicennia, Bruguiera).
Значні площі на островах займають плантації кокосової пальми, банану, мангрові ліси, касави, маніоку, батату, манго, поля зі спеціями (гвоздика, кориця, мускатний горіх, перець).

### Тваринний світ
Острови, порівняно з континентальною Африкою, мають бідну наземну фауну. Однак тут є кілька рідкісних і ендемічних видів, зокрема колобус червоноколірний. Ссавці представлені дикими свинями, мангустами, африканськими генетами, кажанами, плазуни — геконами, хамелеонами, зміями тощо. Архіпелаг населяють понад 200 видів птахів, серед яких чаплі, райські мухоловки,  сиворакші, птахи-носороги, ендемічні види нектарниць і зозуль.
Надзвичайним багатством вирізняються морська фауна. Коралові рифи  є середовищем існування понад 500 видів риб, зокрема риб-клоунів, риб-метеликів, мурен, груперів. У прибережних водах поширені морські черепахи (зелена черепаха і бісса), дельфіни, рідкісні морські ссавці дюгоні. Типовими мешканцями рифів та прибережних зон є молюски, краби, морські зірки, актинії.

### Морські екосистеми
Коралові рифи відіграють ключову роль у збереженні біорізноманіття Занзібару. Вони захищають узбережжя від абразії, служать нерестовищем для багатьох видів риб і молюсків. Занзібарські рифи належать до східноафриканського рифового комплексу. Проте вони перебувають під загрозою через підвищення температури води, забруднення, браконьєрство та неконтрольований туризм. Мангрові болота виконують функцію розплідників для молоді риб і ракоподібних, а також відіграють значну роль у фільтрації води та утриманні ґрунту.

### Охорона природи
Основними екологічними проблемами на архіпелазі є:
- урбанізація та туризм (зростання міст, особливо Стоун-Тауна, та розвиток інфраструктури туристичних зон призводить до вирубки лісів, забруднення вод, перевантаження прибережних екосистем);
- сільське господарство (фрагментація природних ландшафтів, ерозії ґрунтів та зменшення ареалів диких видів рослин і тварин);
- рибальство (перелов риби, збирання коралів, використання заборонених методів лову)

На архіпелазі діє низка природоохоронних заходів, спрямованих на збереження унікальної природи архіпелагу. На острові Занзібар розташований єдиний національний парк «Джозані-Чуаква», де охороняється раритетний колобус червоноколірний, а також мангрові ліси, залишки тропічного лісу, численні птахи та метелики. У прибережних водах функціонують морські резервати  та охоронювані території «Menai Bay Conservation Area», «Mnemba Atoll Marine Reserve», «Chumbe Island Coral Park» і «Misali Island Marine Conservation Area», де охороняються мангрові, коралові та морські екосистеми.

## Історія
До міоцену архіпелаг становив собою частину африканського континенту.
Район східноафриканського узбережжя з архіпелагом Занзібар був історично відомими в елліністичний період як Азанія та Цингіон у римську добу. Араби, перси й індуси називали цю область Зіндж. У китайських мандрівників та географів вона отримала назву Цзінь.
Для формування суспільства та держав ключову роль відіграло вигідне географічне становище місцевих островів, заток, лиманів. Поштовхом став розвиток у I ст. н. е. римо-індійської торгівлі. Місцеві гавані стали місцем перепочинку торгівельних суден, а згодом і центрами посередницької торгівлі. Водночас у VI ст. починається міграція народів банту, які на узбережжя починають змішуватися з автохтонним населенням. На той час вони вже освоїли землеробство, скотарство, видобуток і переробку заліза. З середини першого тисячоліття з загальної маси бантумовних народностей вздовж узбережжя Східної Африки починає виділятись і розвиватись культура та ідентичність народу суахілі, а на самому узбережжі починають виникати їх приморські торгові поселення, зокрема навпроти архіпелагу Занзібар постало місто Момбаса. Суахілі також розселились по прибережним островам східноафриканського узбережжя, таким як Занзібар, Пемба, Мафія, архіпелаги Ламу та Коморських островів, а також на півночі Мадагаскару. Саме розташування поселень суахілі на західному узбережжі Індійського океану спонукало їх перетворитись на активне морське торгівельне суспільство, чіткі ознаки якого починають виразно проявлятись вже з X—XI століть.
Торговці суахілі зайняли нішу посередників між різними суспільствами в глибині африканського континенту і широкою міжнародною торговою спільнотою, сформованою на просторах Індійського океану. До X ст. на східноафриканському узбережжі існувала декілька міст-держав, що займалися посередницькою торгівлею — Кілва, Пате, Ламу, Малінді.
Перші певні звістки про Занзібар датуються X століттям, коли тут з'явилися перси-мусульмани із Ширазу. Місцеві жителі досі іменують себе «Ширазі», хоча перські поселенці були досить швидко асимільовані. Вони принесли на Занзібар іслам. На даний час мусульмани складають до 88 % населення, решта — послідовники африканських язичницьких культів і християни.
У Середньовіччі Занзібар перетворився на жвавий центр торгівлі рабами, яких постачали на острів з внутрішніх районів Африки. З часом работоргівля зосередилася у руках торговців з Оману, які склали ядро місцевої аристократії.
У XVI столітті Занзібар разом з Момбасою та Ормузом увійшов до складу колоніальних володінь Португалії. У середині XVII століття оманські араби оговталися від удару, завданого появою європейських колонізаторів, і стали витісняти їх із західної частини Індійського океану. Правда, на Занзібарі влада султана довгий час залишалася номінальною, і острів зберігав власного володаря, який мав титул мвіні мкуу.

### Занзібарський султанат
До 1840 оманський султан Саїд ібн Султан переніс свою столицю з Маскату на Аравійському півострові до занзібарського Кам'яного міста. З того часу острів переживав новий підйом, пов'язаний зі збільшеним попитом на слонову кістку і рабів — товари, які поставлялися на місцеві ринки з Африки. При султані на Занзібарі велося широке будівництво; архітектурні пам'ятники Кам'яного міста ЮНЕСКО внесло до списку Світової спадщини.
У 1861 році внаслідок суперечки між синами Саїда ібн Султана Занзібарський султанат відокремився від Оманського.
Активізація у 2-й пол. XIX ст. в регіоні британських колонізаторів і розподіл сфер впливу між ними і німецькими колонізаторами призвела до встановлення у 1890 році британського протекторату на Занзібарі на умовах «Занзібарської угоди».
Але протекторат протривав недовго. 27 серпня 1896 року внаслідок Англо-занзібарської війни, відомої як найкоротша війна у світовій історії (за книгою рекордів Гіннеса), султана Халіда ібн Баргаша було скинуто, й поставлено бажаного британцями правителя.

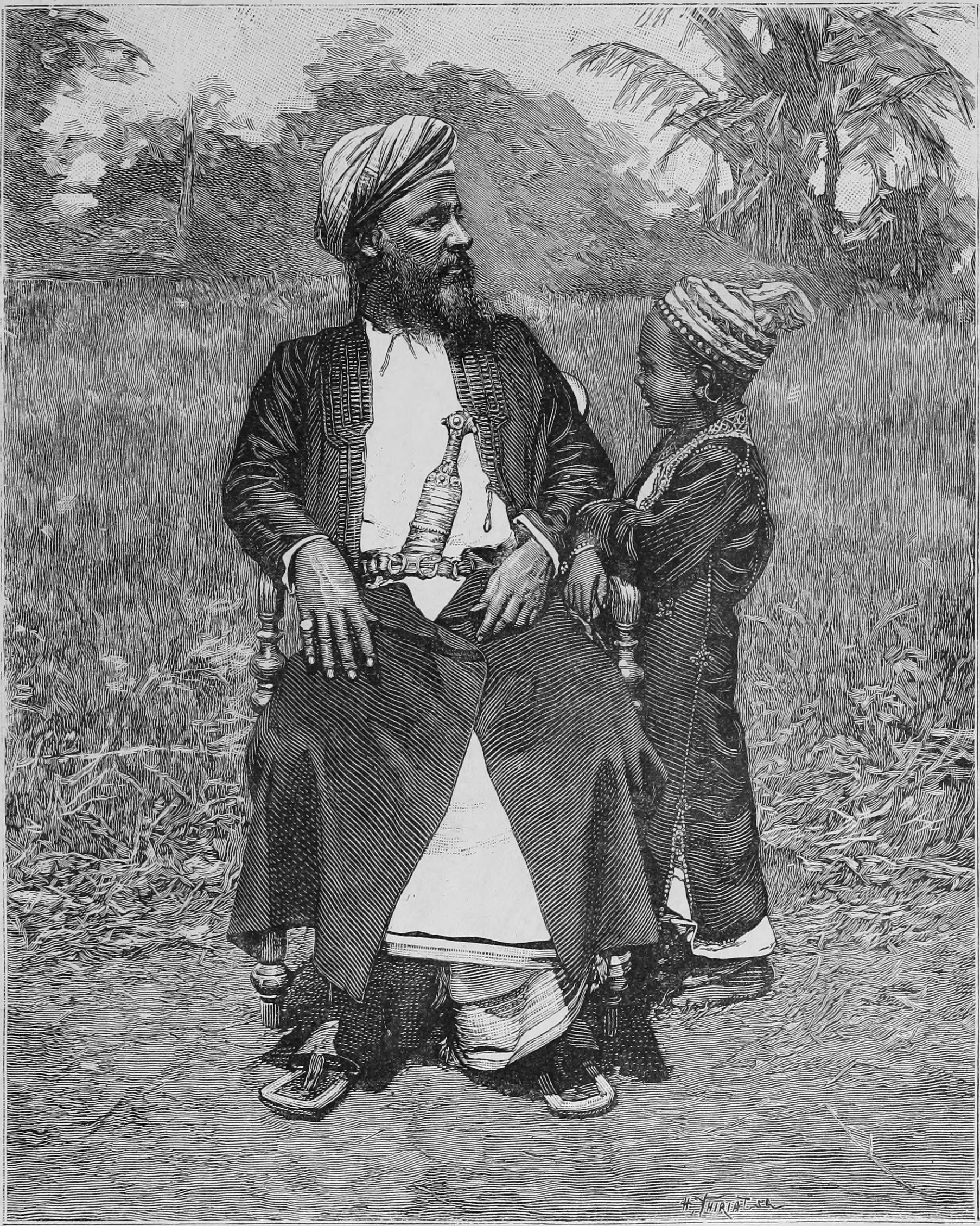
Занзібарський мусульманин, бл. 1880 року

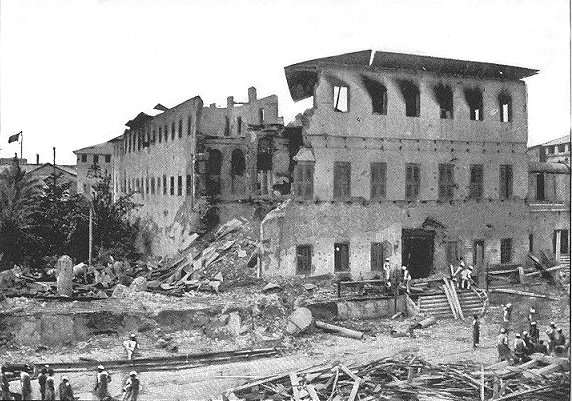
Будівля гарему султана після обстрілу під час Англо-занзібарської. війни, 1896

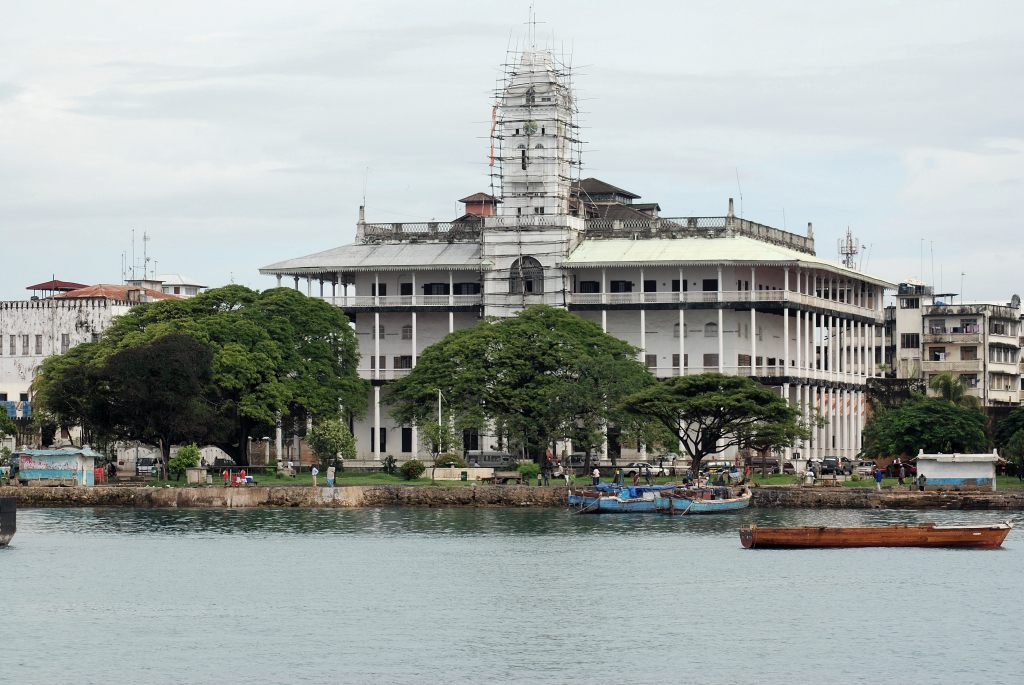
«Будинок чудес», 2007

### Занзібар у XX—XXIст.
У 1-й половині XX ст. на Занзібарі остаточно утвердився маріонетковий султанський режим, підконтрольний Великій Британії.
Боротьба проти британського та султанського панування активізувалася на Занзібарі після Другої світової війни. На її чолі стала Партія Афро-Шіразі (заснована 1957 року), тоді ж у занзібарському суспільстві залунали заклики до повалення султанату та об'єднання з Танганьїкою.
10 грудня 1963 року було проголошено незалежність Занзібару від Британії. 12 січня 1964 року на Занзібарі почалася антифеодальна і антиарабська революція. Чорне населення не захотіло більше бути під пануванням арабів і скинуло його. Султана було позбавлено влади та вигнано з країни. Революція супроводжувалася масовими пограбуваннями і вбивствами арабів, індійців і європейців.

### Занзібар у складі Танзанії
26 квітня 1964 року Танганьїка та Занзібар підписали угоду про створення Об'єднаної Республіки Танзанія (назва якої складена з перших трьох літер слів «Танганьїка» і «Занзібар»).
Відтоді Занзібар постійно виборює поширення автономістських прав, і в наш час є самоуправною територією. У січні 2005 року було вперше піднято новий прапор Занзібару. З 2005 року Занзібар має власний парламент і президента. Посаду президента з листопада 2010 року обіймає Алі Мохамед Шейн.
Водночас Занзібар є членом Організації непредставлених націй та народів.

## Цікаві факти
- Історичний центр Занзібару зі старою забудовою, т. зв. «Кам'яне місто» (або місто кам'яниць, англ. Stone Town, суах. Mji Mkongwe)[5] входить до Переліку Всесвітньої спадщини ЮНЕСКО. Султанський палац, розташований тут же, отримав народну назву Бейт-аль-Аджаб — «Дім чудес» (англ. House of Wonders).

- Занзібар був першим регіоном в Африці, де запустили кольорове телебачення (1973), тоді як у материковій Танзанії воно з'явилось лише через 2 десятки років. Сучасна ТБ-студія має назву TvZ.

- Попри консервативність занзібарського суспільства, саме з його нетрів, а точніше з середовища місцевих парсів походить, імовірно, найзнаменитіший уродженець Занзібару Фарох Бульсара (Farrokh Bulsara), у всьому світі знаний як Фредді Мерк'юрі.

- Острів Пемба тривалий час лишався світовим лідером з виробництва пряності гвоздика.

## Згадка Занзібару у творчості і фольклорі
- Описується у романі «П'ять тижнів на повітряній кулі» Ж. Верна.
- Згадується у циклі віршованих казок «Бармалей» Корнія Чуковського.
- У 1968 році англійський письменник-фантаст Джон Браннер написав роман «Всім стояти на Занзібарі» у якому розповів про проблеми перенаселеності планети.
- Пісня «Zanzibar» в однойменному альбомі 2003 бельгійського співака Сальваторе Адамо.
- Пісня німецької жіночої поп-групи Arabesque — «Zanzibar».
- Пісня «Старушка Занзібар» в альбомі 1996 року «Мікронезія» рок-групи Крематорий.
- Згадується у пісні Валерія Меладзе — «Лімбо».
- Трек німецького транс-діджея Nic Chagall-Sansibar.
- Трек у стилі транс Shah and Laruso pres. Global Experience — Zanzibar.
- Всесвіт Metal Gear.
- Пісня відомого американського співака Біллі Джоела — «Zanzibar».
- Повість А. С. Гріна «Навколо Центральних Озер».
- У мультсеріалі «Сучасне Роккове життя», є серія-мюзикл під назвою «Занзібар».

## Знамениті уродженці
- Фредді Мерк'юрі — вокаліст рок-групи Queen.

## Галерея

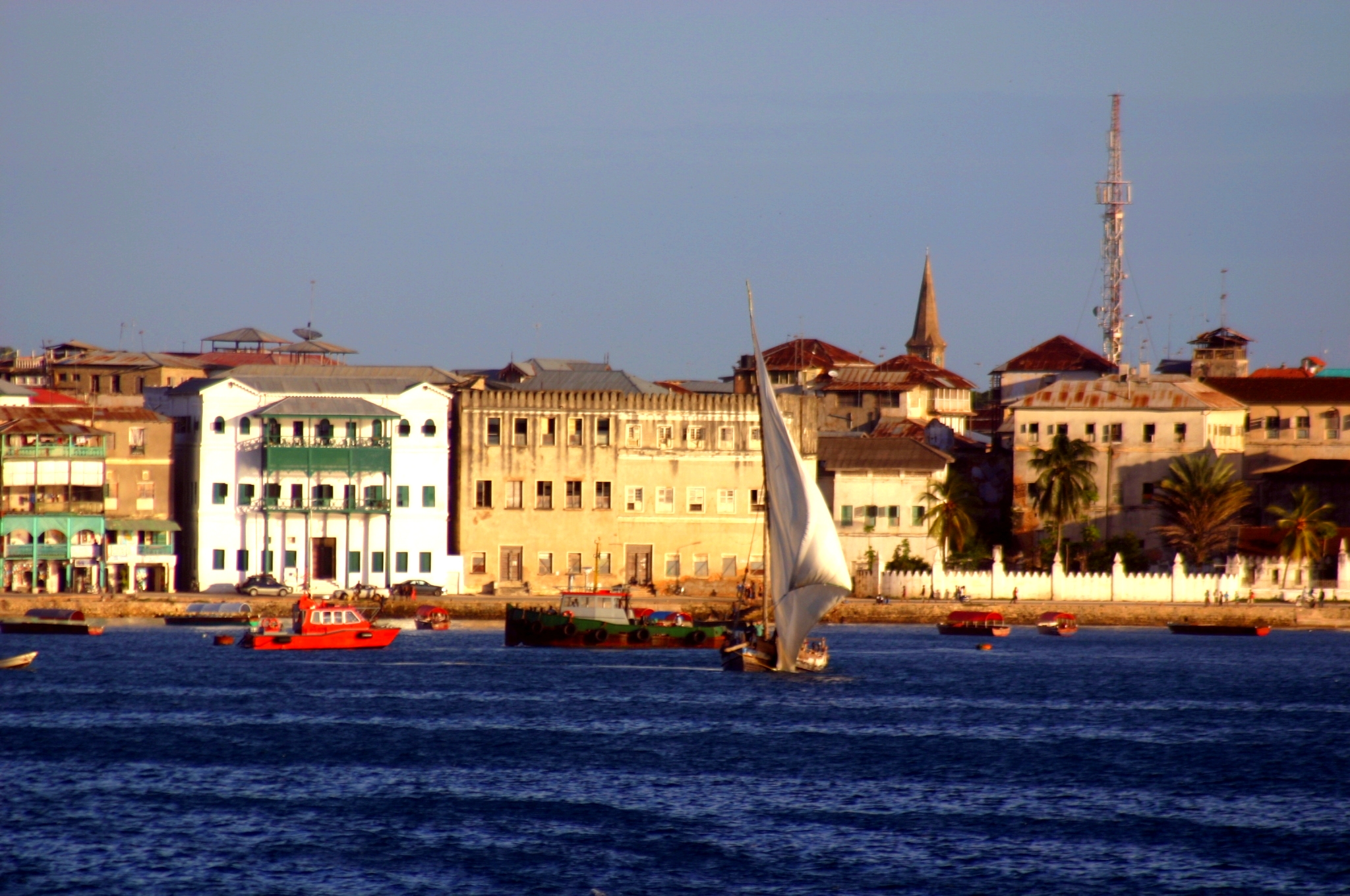
Вид з моря
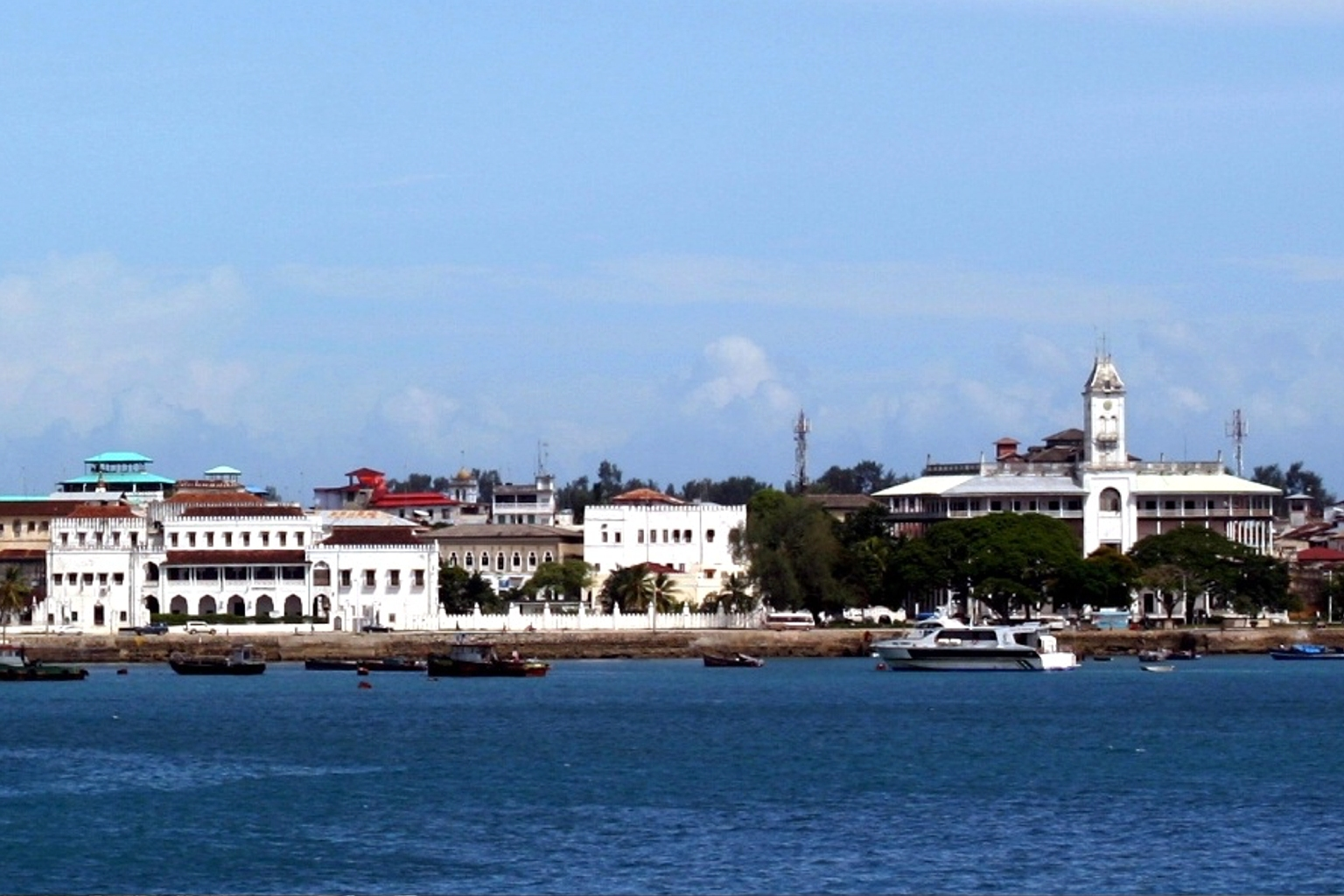
Набережна міста Занзібар із палацом султана
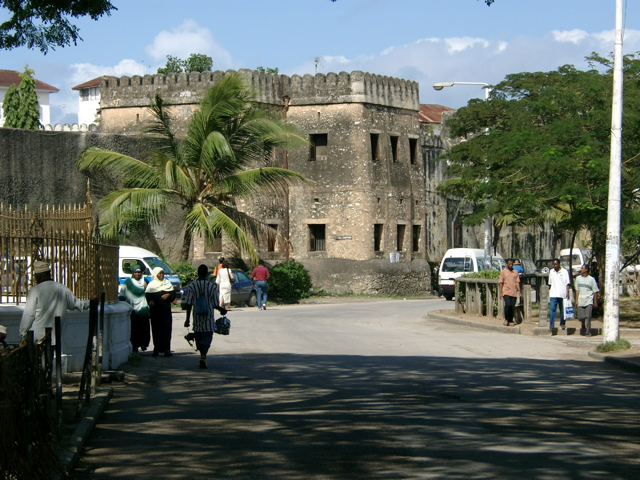
Арабська форт у Занзібарі
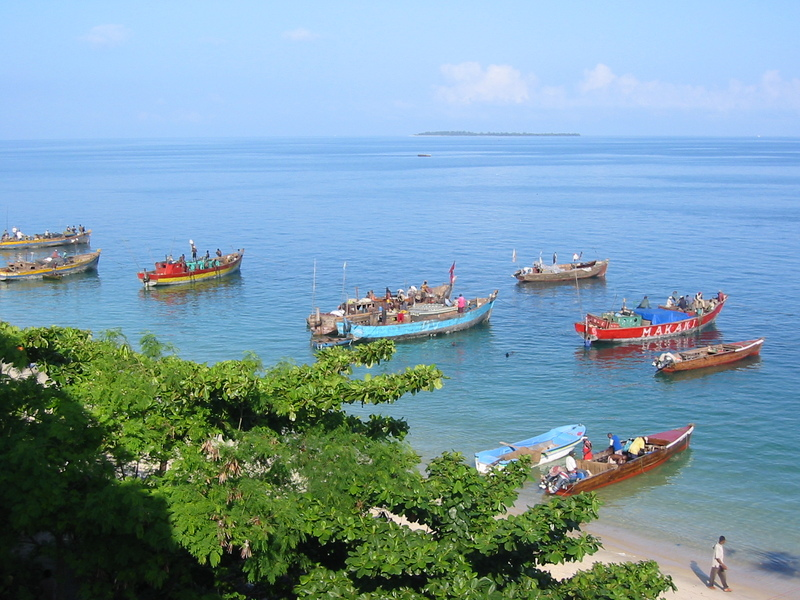
На причалі
Занзібар у 1960 році
Прапор автономії Занзібар